# Katedralen i Nin

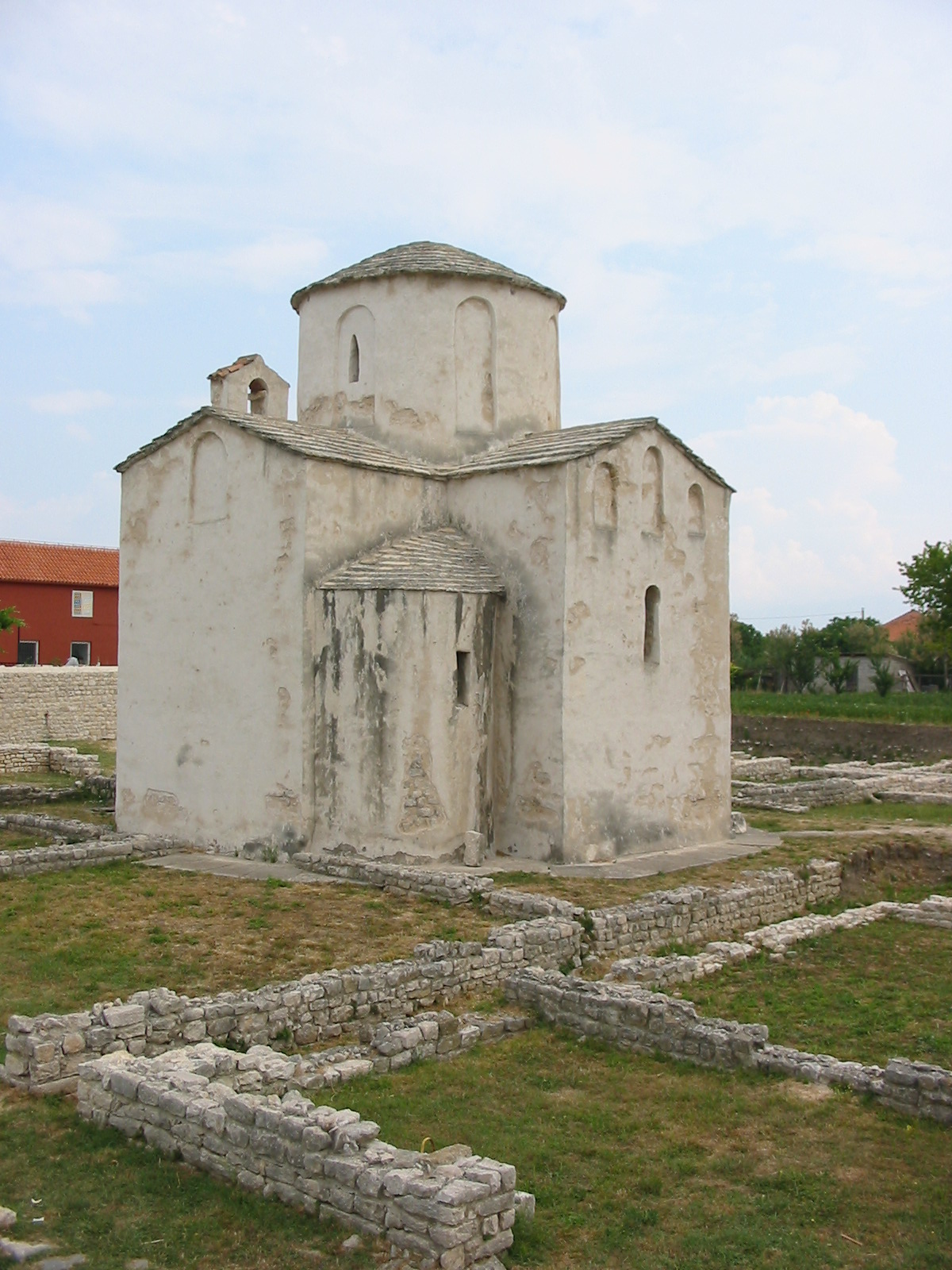
Katedralen

Heliga korsets kyrka (kroatiska: Crkva svetog Križa) är en romersk-katolsk katedral i staden Nin vid Adriatiska havet i Kroatien. Katedralen räknas som världens minsta även om dess stift numera ingår i Zadar, som är en betydligt större stad. 
Katedralen anlades på 800-talet och dess stift var en gång i tiden väldigt betydelsefullt. Gregorius av Nin var en kroatisk biskop över Nin som under början av 900-talet slogs mot kyrkan i Rom för rätten att få använda kroatiska språket i liturgin.